# Patrick Ilboudo
Patrick Gomdaogo Ilboudo (* 18. Februar 1951 in Bilbalgo, Ouagadougou; † 28. Februar 1994) war ein burkinischer Schriftsteller.

## Leben
Er besuchte die Schule in Baoghin und das Lycée Laurent Gilhat. Nach seinem BEPC (Diplôme national du brevet) studierte er Moderne Literatur an der Universität Ouagadougou. Nach einem Masterabschluss am IFP (Institut français de presse) promovierte er 1983 an der Universität Panthéon-Assas mit La politique française vue par les journaux africains.
1980 gründete er die Versicherungsgesellschaft auf Gegenseitigkeit für die Union und die Solidarität der Schriftsteller (MUSE) mit Autoren wie Norbert Zongo. Er war Assistent am Institut africain d'études cinématographiques (INAFEC) an der Universität Ouagadougou. 1983 gründete er die assoziative antirassistische humanitäre Bewegung MOVRAP.

## Werke
- Les Toilettes, 1983
- Le Procès du Muet, 1986
- Le Vertige du trône, 1990
- Le Héraut têtu, 1992

## Ehrungen
- Grand Prix littéraire de l’Afrique noire (deutsch: großer Literaturpreis von Schwarzafrika), 1992[2].